# 天主教薩梅教區
天主教薩梅教區 （拉丁語：Dioecesis Samensis）是坦桑尼亞一個羅馬天主教教區，屬阿魯沙總教區。
1963年12月10日設立宗座代牧區，1977年2月3日升為教區。
教區位於乞力馬扎羅區南部，2004年有70,490名教友（佔轄區總人口12.5%）、六十二個堂區、四十名司鐸。現任教區主教為罗格图斯·金马约。